# 広島県道381号熊野瀬戸線
広島県道381号熊野瀬戸線（ひろしまけんどう381ごう くまのせとせん）は、広島県福山市を通る一般県道である。

## 概要
福山市熊野町から福山市瀬戸町山北（さぼく）に至る。

### 路線データ
- 起点：福山市熊野町（広島県道72号福山沼隈線交点）
- 終点：福山市瀬戸町山北（岩足橋北詰交差点、国道2号交点）
- 総延長：4.8 km

## 歴史
- 1960年（昭和35年）10月10日 - 広島県告示第682号により広島県道249号熊野瀬戸線として認定される。
- 1972年（昭和47年）11月1日 - 広島県の県道番号再編により現行の路線番号に変更される。

## 路線状況
瀬戸池以北はかなり整備されているが、瀬戸池以南は1 - 1.5車線の狭い道になる。現在福山沼隈道路建設と関連して広島県道72号福山沼隈線 - 福山沼隈道路・熊野IC間にバイパスを建設する計画が浮上しているが、住民の反対運動が起きており、福山沼隈道路とともに完成の時期ははっきりしていない。

### 道路施設

#### 橋梁
- 坂根橋（論田川、福山市）
- 山方橋（論田川、福山市）
- 筒井橋（論田川、福山市）
- 岩足橋（河手川、福山市）

## 地理

### 通過する自治体
- 福山市

### 交差する道路
| 交差する道路                                            | 交差する場所         | 交差する場所            |
| ------------------------------------------------------- | -------------------- | ----------------------- |
| 広島県道72号福山沼隈線                                  | 熊野町               | 起点                    |
| 広島県道72号福山沼隈線バイパス / 福山沼隈道路（事業中） | 熊野町               | 熊野IC（事業中）        |
| 国道2号                                                 | 瀬戸町山北（さぼく） | 岩足橋北詰交差点 / 終点 |

### 沿線
- 瀬戸池 - 江戸時代初期に春日池・服部大池とともに建設されたため池。